# Paramorariopsis anae
Paramorariopsis anae é uma espécie de crustáceo da família Canthocamptidae.
É endémica da Eslovénia.